# Bremer Notarkammer
Die Bremer Notarkammer ist eine Körperschaft des Öffentlichen Rechts in Bremen (Bundesland Freie Hansestadt Bremen), in der die Notare aus dem Bezirk des Hanseatischen Oberlandesgerichts Bremen organisiert sind und/oder die ihre Interessen vertritt. Der Kammerbezirk umfasst den Landgerichtsbezirk Bremen. Derzeit hat die Bremer Notarkammer 163 Mitglieder (Stand 31. Dezember 2018).

## Vorstand
- Präsidentin: Monika Beckmann-Petey
- Vizepräsident: Klaus Jürgen Starke

## Geschäftsführung
- Renzo Hille